# ديفيد بالمر (لاعب كرة قدم أمريكية)
ديفيد بالمر (بالإنجليزية: David Palmer)‏ هو لاعب كرة قدم أمريكية أمريكي، ولد في 19 نوفمبر 1972 في برمنغهام في الولايات المتحدة.

## وصلات خارجية
- دايفيد بالمر على موقع مرجع كرة القدم المحترفة.كوم (الإنجليزية)